# 쿠아카타

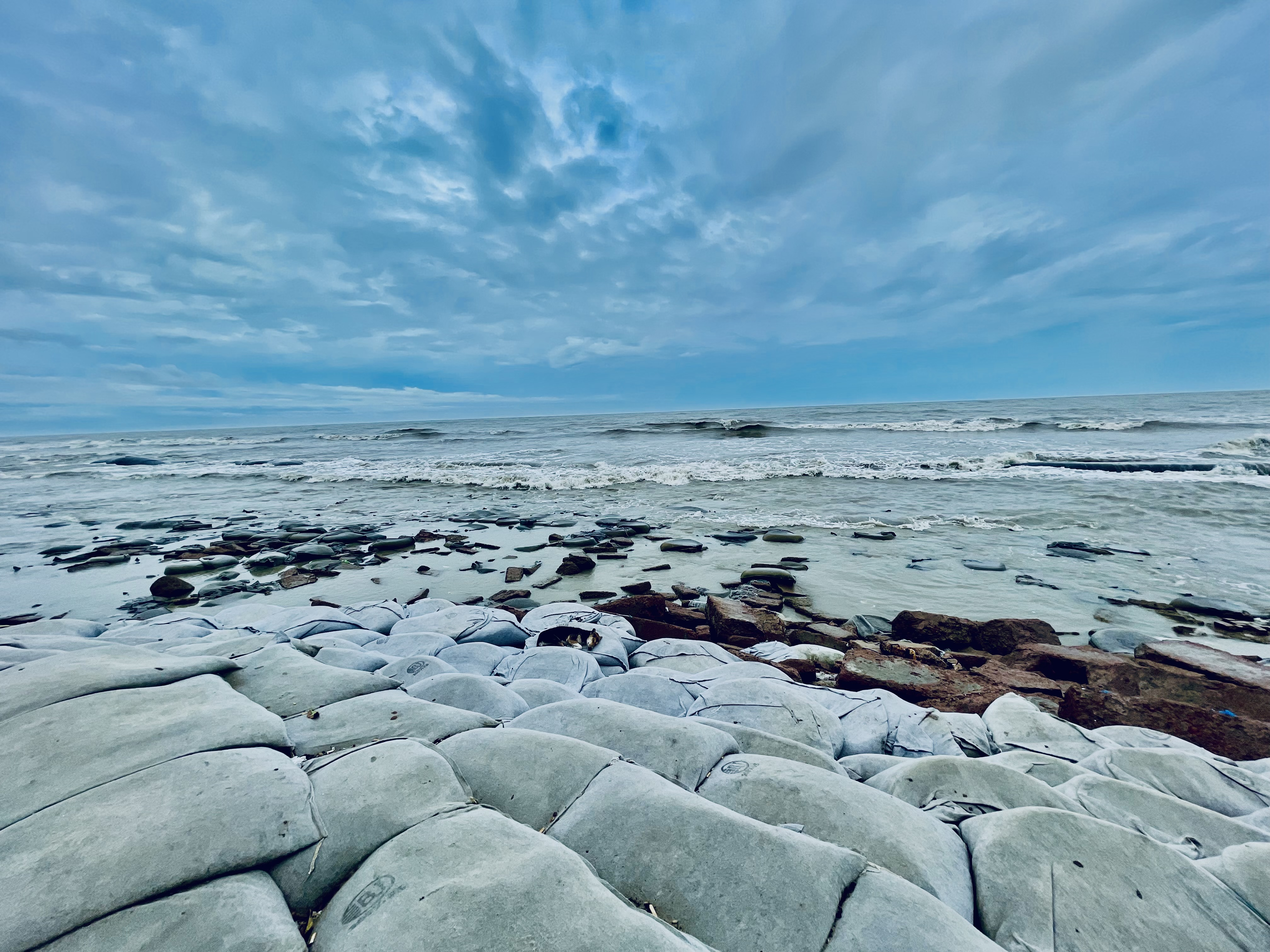
쿠아카타 해변

쿠아카타(벵골어: কুয়াকাটা)는 방글라데시 남부에 위치한 도시로, 파노라마 해변으로 유명하다. 쿠아카타 해변은 길이 18km, 폭 3km의 모래사장이다. 해변에서 벵골만 너머로 일출과 일몰을 한눈에 볼 수 있다.

## 어원
쿠아카타라는 이름은 초기 라카인 정착민(미얀마 부족)들이 식수를 모으기 위해 해안에 파놓은 '우물'을 뜻하는 벵골어 '쿠아'에서 유래했다. 그들은 18세기에 버마의 극단주의자들에 의해 아라칸주(미얀마)에서 추방된 후 쿠아카타 해안에 상륙했다. 그 후, 물을 얻기 위해 라카인 부족의 이웃에 우물을 파는 것이 전통이 되었다.

## 지리학
쿠아카타는 파투아칼리구 칼라파라 우파질라에 있는 도시이다. 수도 다카에서 남쪽으로 약 320km, 구 본부에서 약 70km 정도 떨어진 곳에 위치한다.

## 인구
2011년 방글라데시 인구 조사에 따르면 쿠아카타는 2,065가구, 인구는 9, 인구는 9,077명이다.

## 문화
쿠아카타는 힌두교와 불교 공동체를 위한 순례지이다. 수많은 신자들이 '러시 푸르니마'와 '마기 푸르니마'의 축제에 이곳에 온다. 이러한 경우에 순례자들은 만에서 신성한 목욕을 하고 전통적인 박람회에 참여한다. 고타마 불상과 200년 된 우물 두 개가 있는 100년 된 사찰을 방문할 수도 있다.

## 갤러리

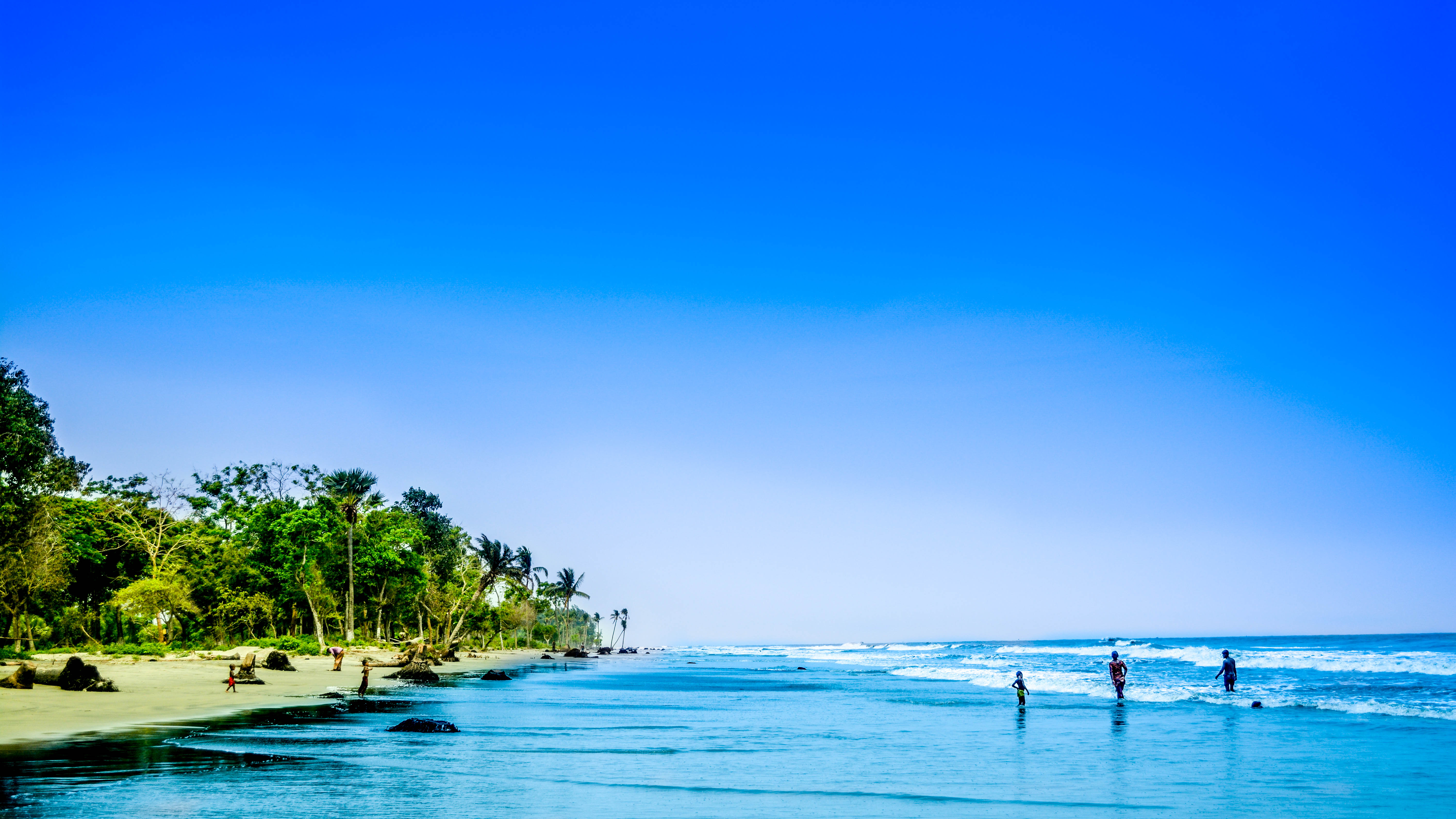
쿠아카타 해변
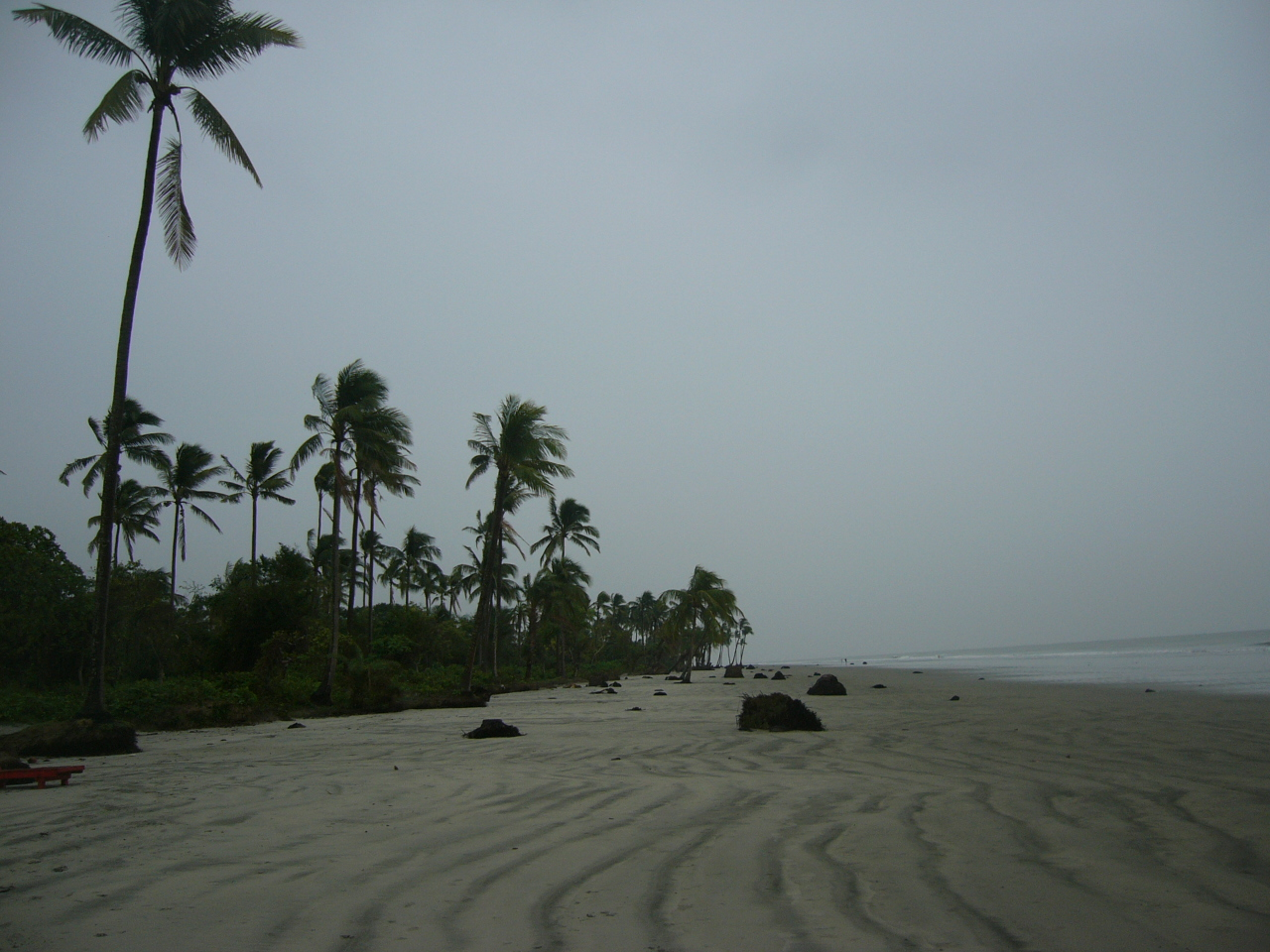
쿠아카타 해변
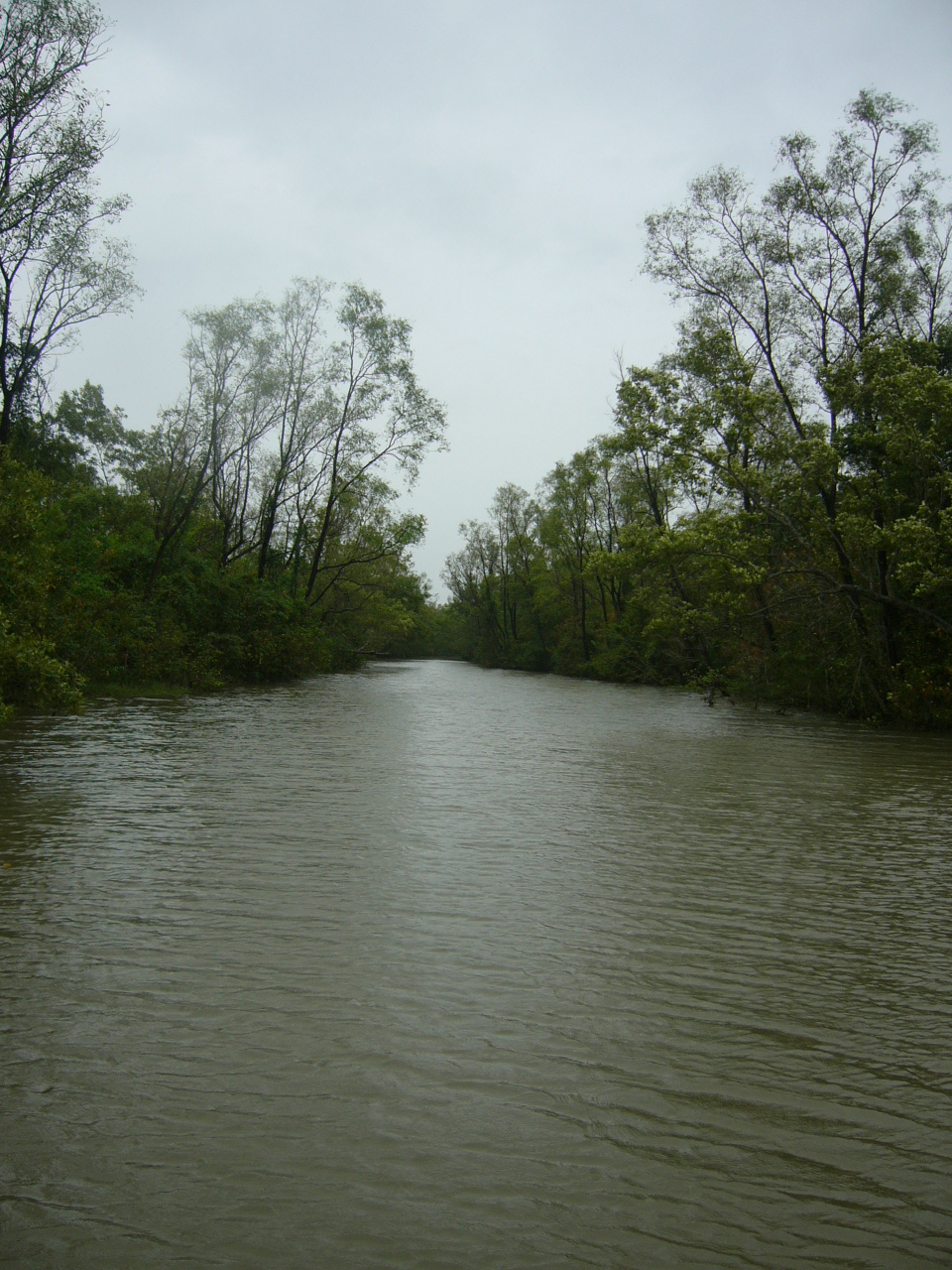
맹그로브 숲
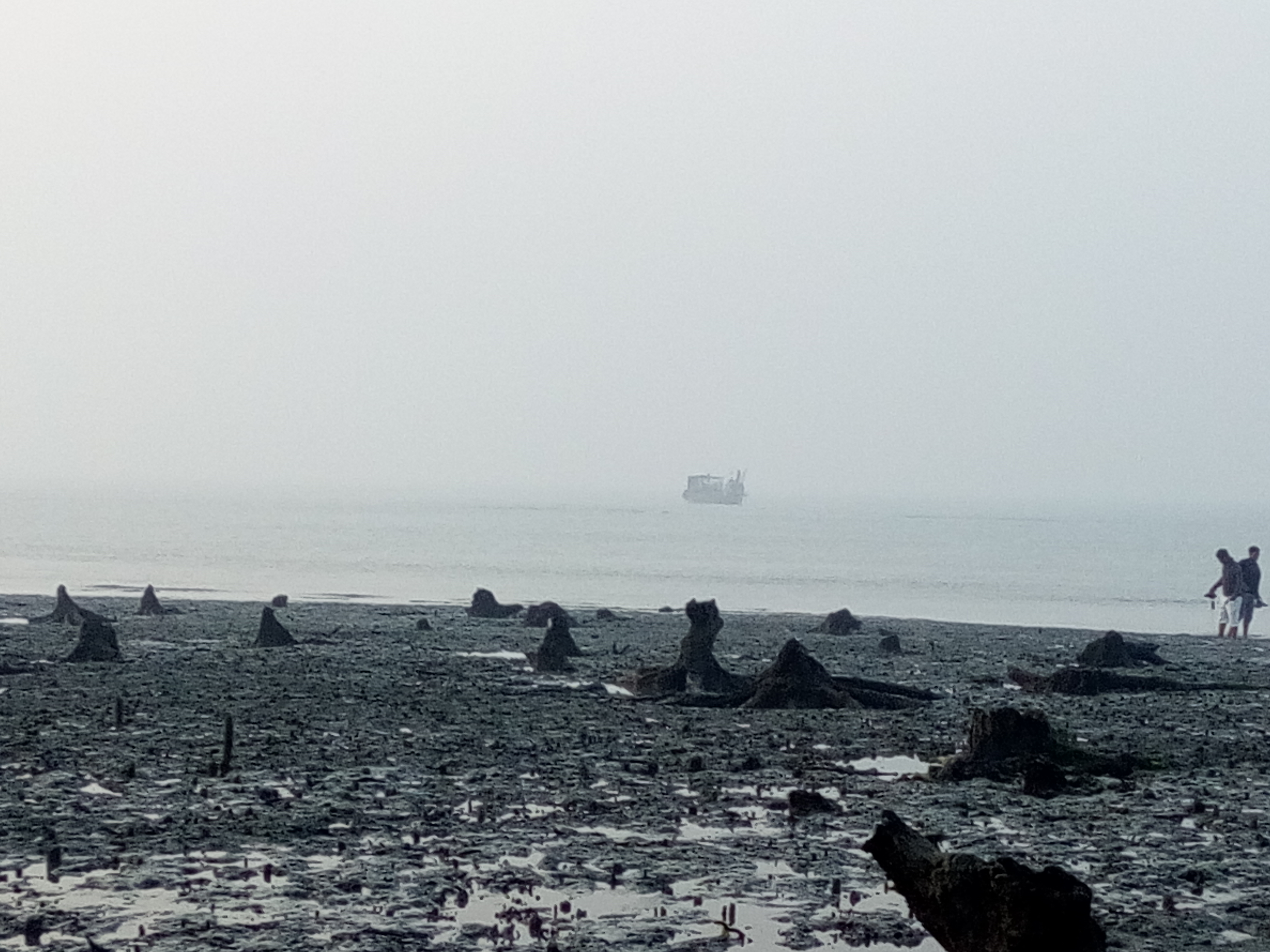
이른 아침의 쿠아카타
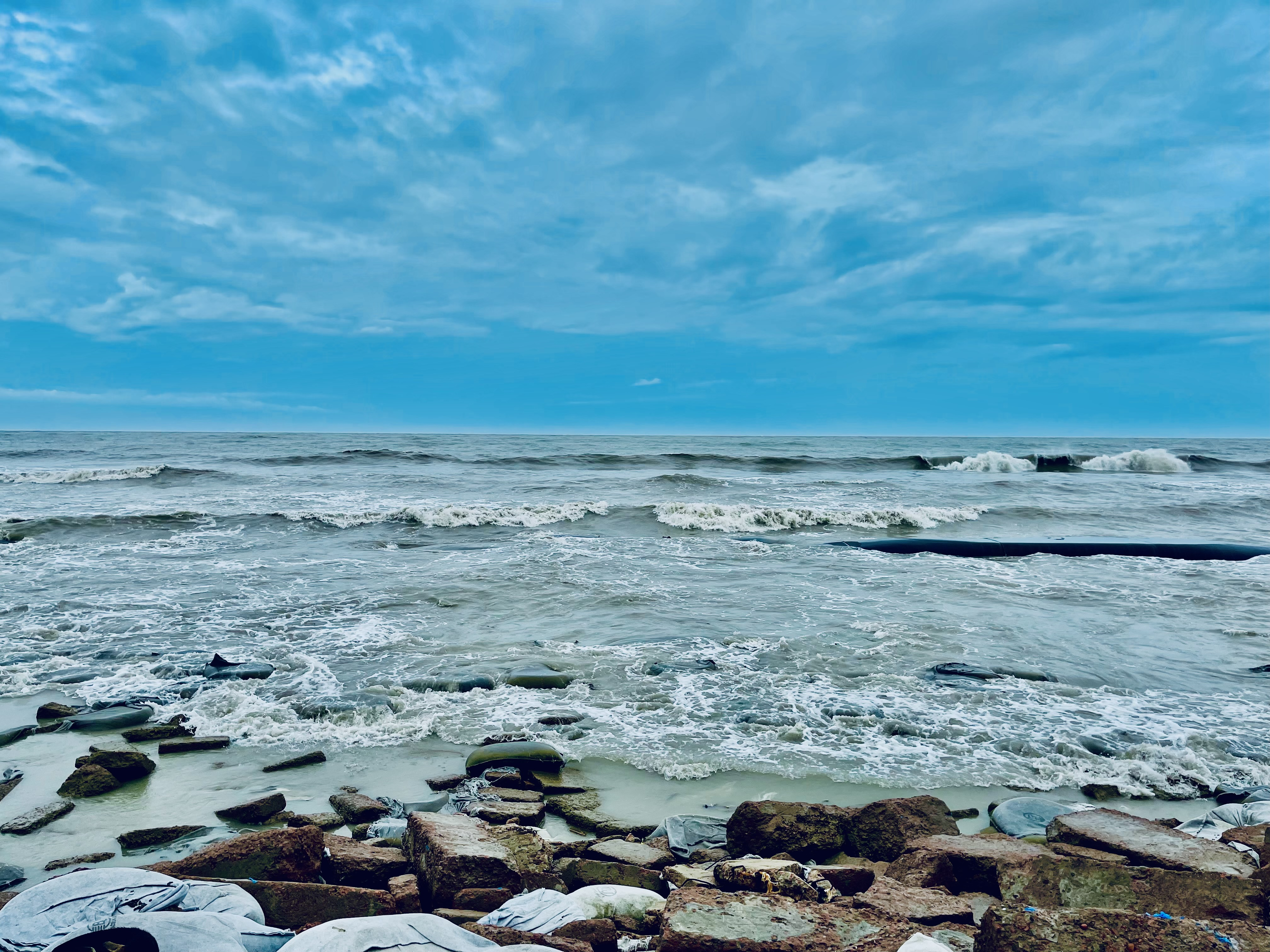
쿠아카타 해변
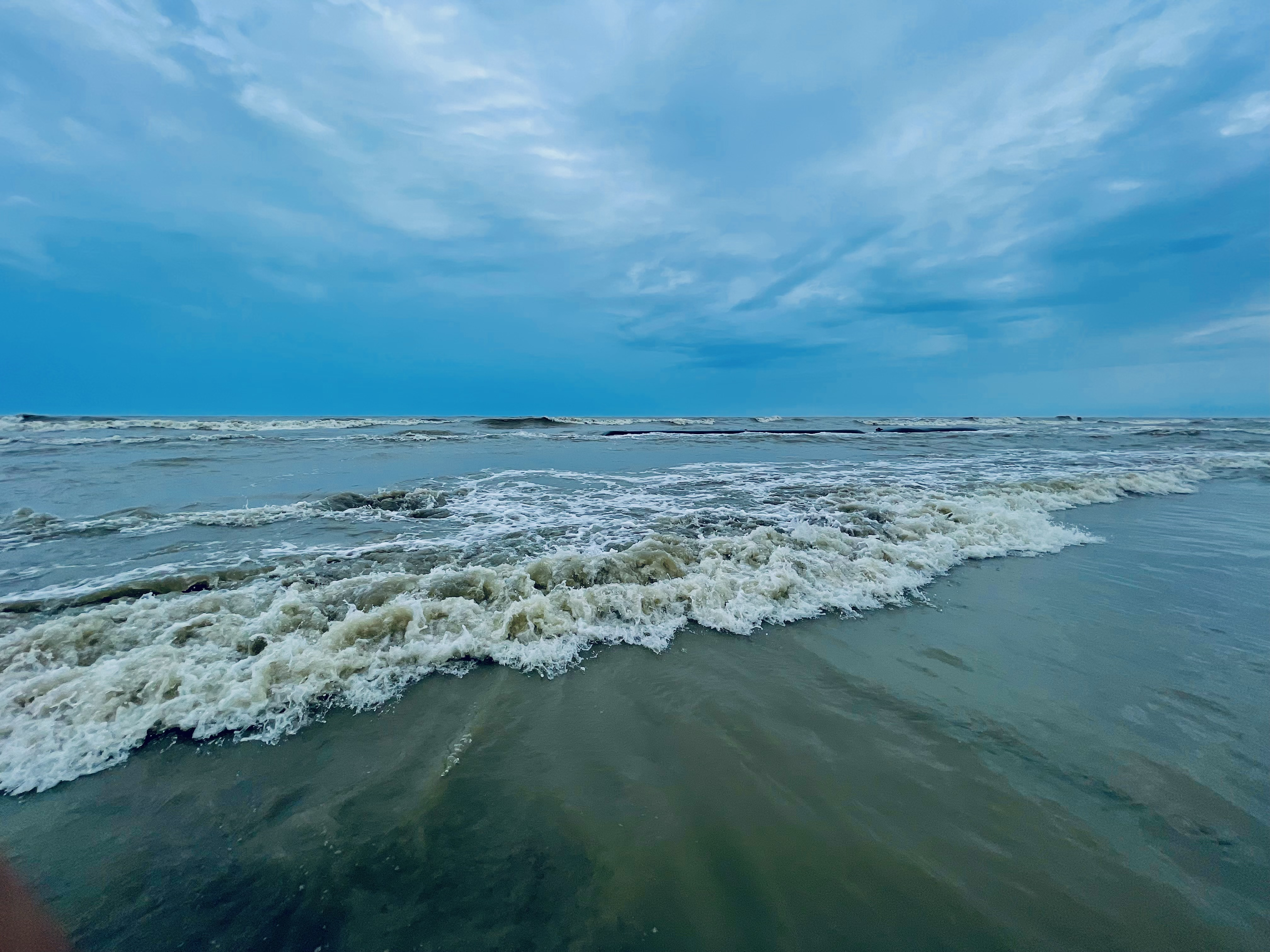
쿠아카타 해변

## 같이 보기
- 콕스바자르